# Bodianus speciosus
 Bodianus speciosus és una espècie de peix de la família dels làbrids i de l'ordre dels perciformes.

## Morfologia
Els mascles poden assolir els 50 cm de longitud total.

## Distribució geogràfica
Es troba des de Madeira, les Canàries i Cap Verd fins a Angola.